# (28242) Mingantu
(28242) Mingantu (1999 AT22) – planetoida z pasa głównego asteroid okrążająca Słońce w ciągu 3,82 lat w średniej odległości 2,44 j.a. Odkryta 6 stycznia 1999 roku.